# Centre de formation et de perfectionnement des journalistes
Ne doit pas être confondu avec Centre de formation des journalistes.
Le Centre de formation et de perfectionnement des journalistes est un organisme de formation et un centre de formation d'apprentis privé spécialisé dans le journalisme et la communication.
Cité dans la Convention collective nationale de travail des journalistes au titre de la formation professionnelle continue, l'établissement est créé en 1969 sous le nom de Centre de perfectionnement des journalistes (CPJ) par le Centre de formation des journalistes (CFJ), grande école et prestigieuse école de journalisme française. Le CFPJ propose des formations courtes aux entreprises, ainsi qu'une formation continue par alternance en journalisme en tant que CFA,.
De 1972 à 2013, « CFPJ » fut l'appellation ombrelle regroupant le CPJ (l'organisme de formation professionnelle) et le CFJ (l'école de journalisme), ainsi que le CFPJ International et CFPJ Éditions. Le CFJ, en tant qu'association loi de 1901, s'en est depuis détachée,. Le CFPJ a ainsi été régulièrement confondu avec le CFJ.

## Histoire

### 1969: création du CPJ, le centre de perfectionnement des journalistes
En 1969, le CFJ, Centre de formation des journalistes crée le CPJ, Centre de perfectionnement des journalistes, qui propose des formations professionnelles destinées aux journalistes. En 1972, le CFJ et le CPJ se regroupent au sein du groupe CFPJ (Centre de formation et de perfectionnement des journalistes).
En 1994, le groupe CFPJ et l'Institut français de presse de l'université Paris II Panthéon-Assas, créent filière francophone de journalisme à l'université du Caire, en Égypte,. En 1995, le groupe CFPJ, réunit les activités suivantes:
- le Centre de formation des journalistes (CFJ), une grande école de journalisme reconnue par l'État et membre de la Conférence des grandes écoles. Les études durent deux ans et accueillent 45 étudiants chaque année.
- le Centre de perfectionnement des journalistes (CPJ), le centre de formation professionnelle qui assure la formation permanente des cadres et techniciens des entreprises de presse écrite et audiovisuelle. Le CPJ propose également une formation en deux ans, sanctionnée par un titre « homologué » par l'État en 1991.
- le CFPJ International, qui assure les activités du CFJ et du CPJ à l'étranger.
- les éditions du CFPJ.

En 1995, le Centre de perfectionnement des journalistes (CPJ) annonce l'ouverture d'un MBA « Mangement des entreprises et des médias » avec l'université Paris-Dauphine. Le 19 avril 1995, le directeur général du groupe CFPJ, Yves Agnès, est nommé au Conseil national de l'enseignement supérieur privé par le ministre chargé de l'Enseignement supérieur en qualité de « membres désignés en tant que représentants d'autres établissements d'enseignement supérieur privés ».
À la suite d'une crise financière, en 1998, le CFJ doit procéder à une restructuration. À l'initiative de Claire Richet, Bernard Pivot et Pierre Lescure, des anciens élèves créent alors l’association « CFJ-Demain » pour trouver des solutions de financement qui permettront à l’école d'échapper à la liquidation. La justice lui accorde la reprise du groupe en 1999. En dépit de l'augmentation des droits d'inscription, la situation reste précaire : en 2002, le groupe CFPJ est à nouveau en dépôt de bilan.
En juillet 2003, le groupe CFPJ, structure dans laquelle s’insèrent les activités du CPJ, du CFJ et du CFPJ Entreprises est repris par le groupe de formation EFE.

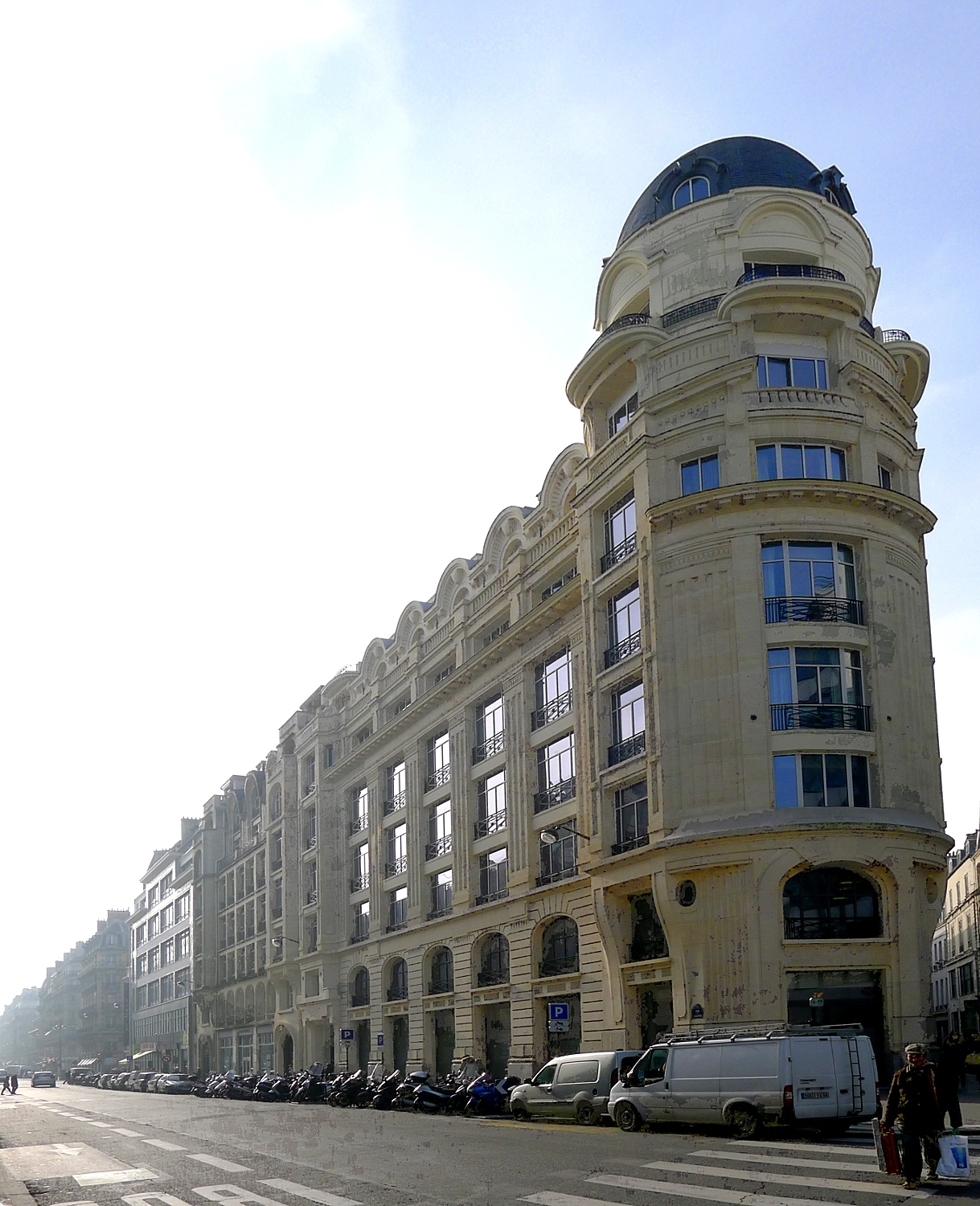
Ancien siège historique du CFPJ, au 35, rue du Louvre, à Paris.

### 2011: le CPJ devient le CFPJ
En juin 2011, le CPJ reprend le nom du groupe et devient le CFPJ Médias. Début 2012, le CFPJ Médias et INA Expert annoncent l'ouverture d'un Executive Master « News & media content management », avec à sa direction le journaliste français Laurent Guimier,.
En septembre 2012, le groupe EFE-CFPJ devient Abilways, avec Marie Ducastel, directrice générale d'EFE à la tête du nouveau groupe.
Le 12 janvier 2016, Abilways et le CFJ annoncent la création de l'École W, un parcours post-bac en trois ans permettant aux étudiants de s’initier aux métiers de l'information, de la communication et de la création numérique et de se préparer aux concours des écoles de journalisme. Après trois années d'études, les étudiants de l'École W obtiennent un diplôme du CFPJ,.

### 2023: reprise par le groupe Skolae
Fin 2023, le groupe GES-Eductive et le fonds d'investissement britannique Charterhouse Capital Partners acquièrent le groupe Abilways à la famille Mulliez, propriétaire notamment du Centre de formation et de perfectionnement des journalistes (CFPJ),,. À la suite de cette acquisition, les réseaux GES, Eductive et Abilways adoptent progressivement la marque « Skolae ».

### Identité visuelle

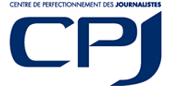
Logotype du CPJ de 2007 à 2011.
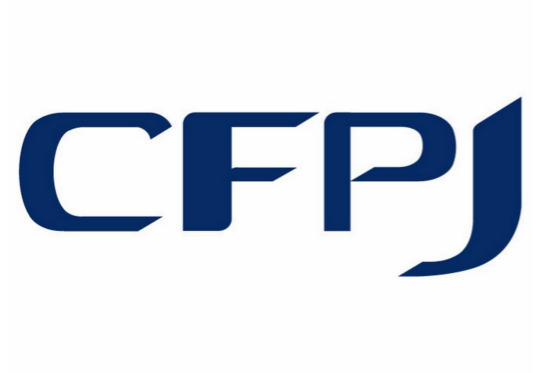
Logotype du CFPJ de 2011 à 2016.
Logotype du CFPJ depuis 2016.

## Activités

### Formation professionnelle continue
L'établissement, cité dans l'article 12 sur la formation professionnelle continue de la Convention collective nationale de travail des journalistes en tant que « Centre de perfectionnement des journalistes » (CPJ), s'est adaptée aux évolutions techniques du monde des médias.
En 1980, le CFPJ a créé la première formation pour journaliste reporter d'images (JRI). La responsabilité pédagogique des différentes spécialisations en alternance (« journaliste presse écrite et en ligne », « journaliste de télévision », « journaliste radio et en ligne ») ainsi que l'ensemble des cours dispensés par le Centre sont assurés par des journalistes en activité. Depuis sa création en 1985, le CPJ, puis CFPJ, propose plusieurs formations courtes en journalisme et communication découpées en « blocs de compétences », éligibles au CPF, à Paris, mais aussi à Lyon, Marseille, Bordeaux, Lille, Strasbourg et Nantes.
Le 28 novembre 2019, le groupe Abilways, maison-mère du CFPJ, signe une convention de partenariat avec l'université de Nantes dans l'objectif de co-créer plus de cinquante formations courtes interentreprises.

## Centre de formation d'apprentis
Le CFA CFPJ, aussi appelé « CFPJ Alternance », est un centre de formation d'apprentis privé situé dans les locaux de deux établissements d'enseignement supérieur, le Centre de formation des journalistes et de l'École W, au 210, rue du Faubourg Saint-Antoine, dans le 12e arrondissement de Paris.

### Formation
Depuis 1981, le CFA CFPJ propose deux parcours de formation continue par alternance (en contrat de professionnalisation) :
- « Journaliste », de niveau 6, accessible aux étudiants de moins de 26 ans via un contrat de professionnalisation de deux ans et dont l'entrée s'effectue par une épreuve d'évaluation ainsi qu'un entretien de motivation, inscrite au répertoire national des certifications professionnelle (RNCP) et certifiée par l'État par arrêté du 27 août 2013 avec deux filières[15],[27] :
  - filière « Journaliste presse écrite et en ligne » ;
  - filière « Journaliste de télévision et web ».
- « Chargé(e) de Communication et de Relations Presse » de niveau 6 en partenariat avec l'École W, inscrite au répertoire national des certifications professionnelle (RNCP) et certifiée par l'État par arrêté du 18 décembre 2016[16],[28].

Contrairement au diplôme de niveau 7 du CFJ, les certifications du CFPJ ne sont pas des diplômes visés par le ministère de l'Enseignement supérieur, ils sont uniquement certifiés par l'État, soit le ministère chargé du Travail et l'Insertion professionnelle,.

### Classements
La formation en journalisme du CFA CFPJ en contrat de professionnalisation a été classée 14e meilleure formation au journalisme en France en 2022 et en 2018 derrière l'École de journalisme de Toulouse (EJT) et devant l'École de journalisme de Cannes (reconnue par la profession) dans le classement réalisé par Le Figaro Étudiant,. Basé essentiellement sur l'avis des recruteurs, ce classement est cependant effectué à titre privé, le Figaro Étudiant n'étant pas rattaché à un organisme national.

## International
En 1991, le journaliste Dominique Vidal prend la direction des activités internationales lancées en 1971 du Centre de formation et de perfectionnement des journalistes (CFPJ),. À cette époque, il crée des filiales internationales francophones post-graduate du CFPJ à Prague, au Caire, à Phnom Penh, à Moscou et à Beyrouth - elles formeront de jeunes journalistes durant dix à quinze ans. Le CFPJ a également noué un partenariat avec l'Université de communication de Chine.

## Personnalités liées

### Enseignants et intervenants journalistes
Parmi les enseignants et intervenants journalistes professionnels au CFPJ, on compte notamment l'écrivain Éric Giacometti, qui y enseigne des modules sur l'écriture et la publication de livres, la journaliste de Mediapart Marine Turchi, l'ancien grand reporter au Journal du dimanche Alexandre Duyck, le journaliste et chroniqueur Pierre Assouline, la journaliste Mérième Alaoui ou encore le journaliste du Parisien Frédéric Béghin.

### Anciens élèves

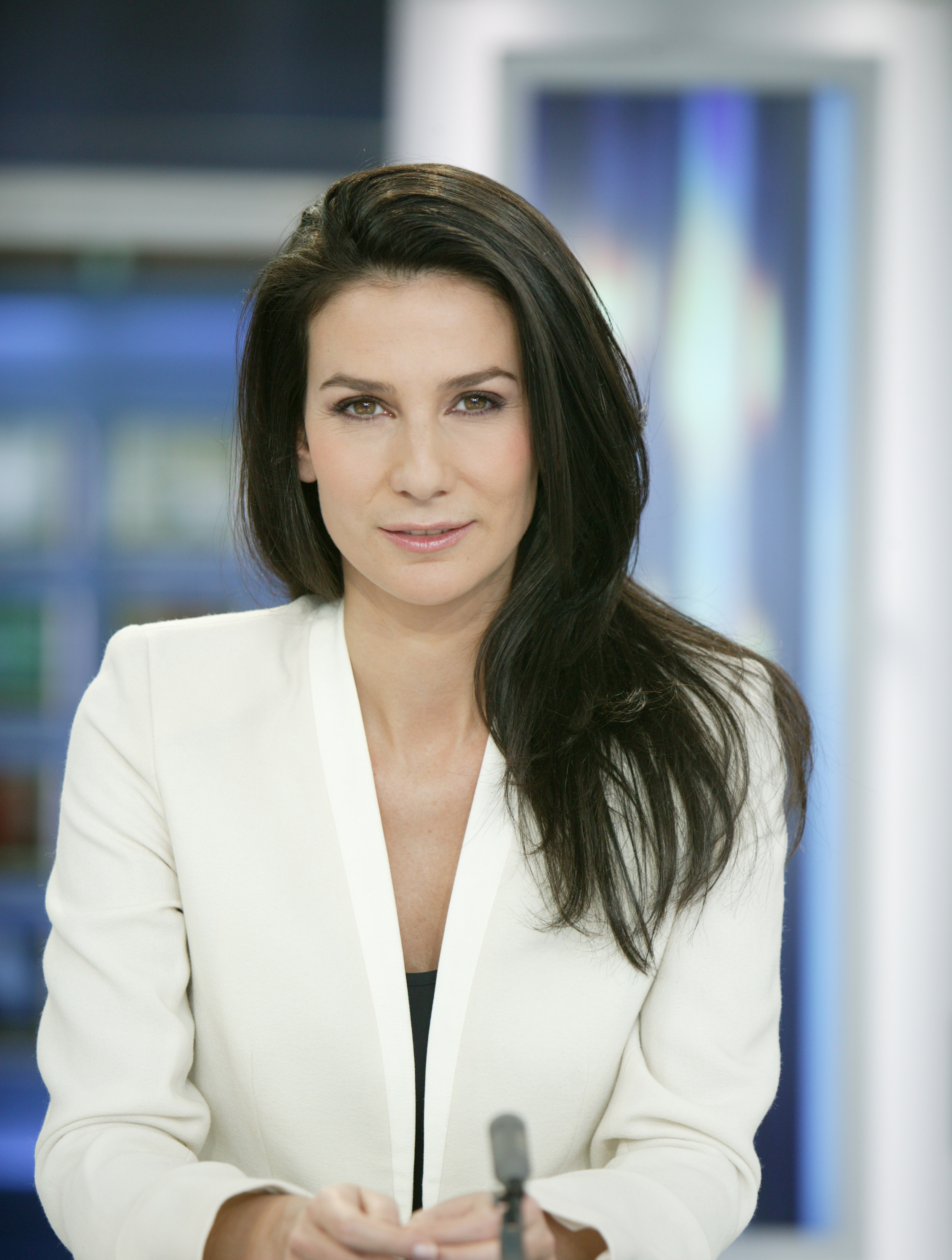
Marie Drucker, journaliste et animatrice de télévision.
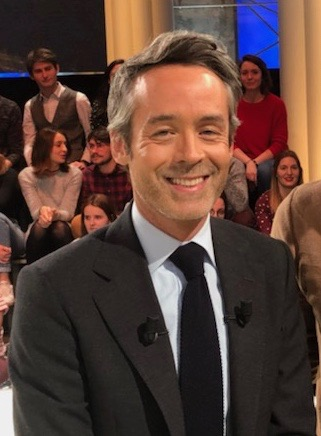
Yann Barthès, journaliste et animateur de télévision.
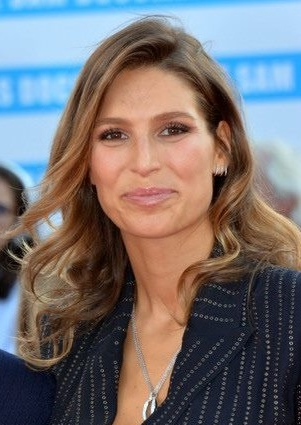
Laury Thilleman, Miss France 2011 et animatrice de télévision.
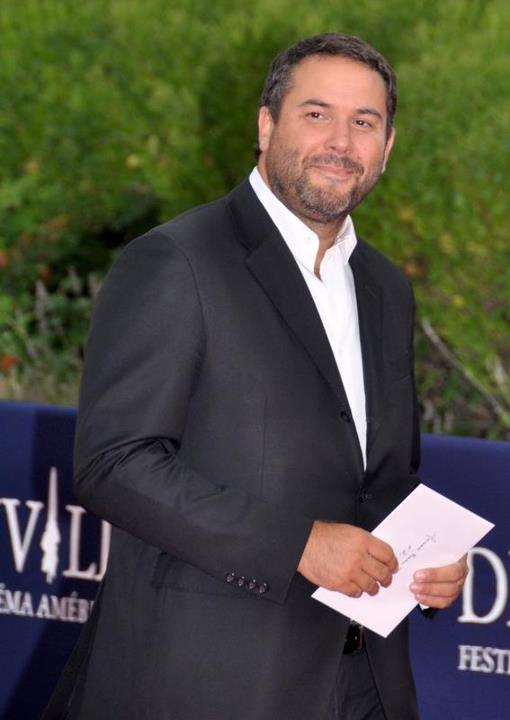
Bruce Toussaint, journaliste et animateur de télévision.
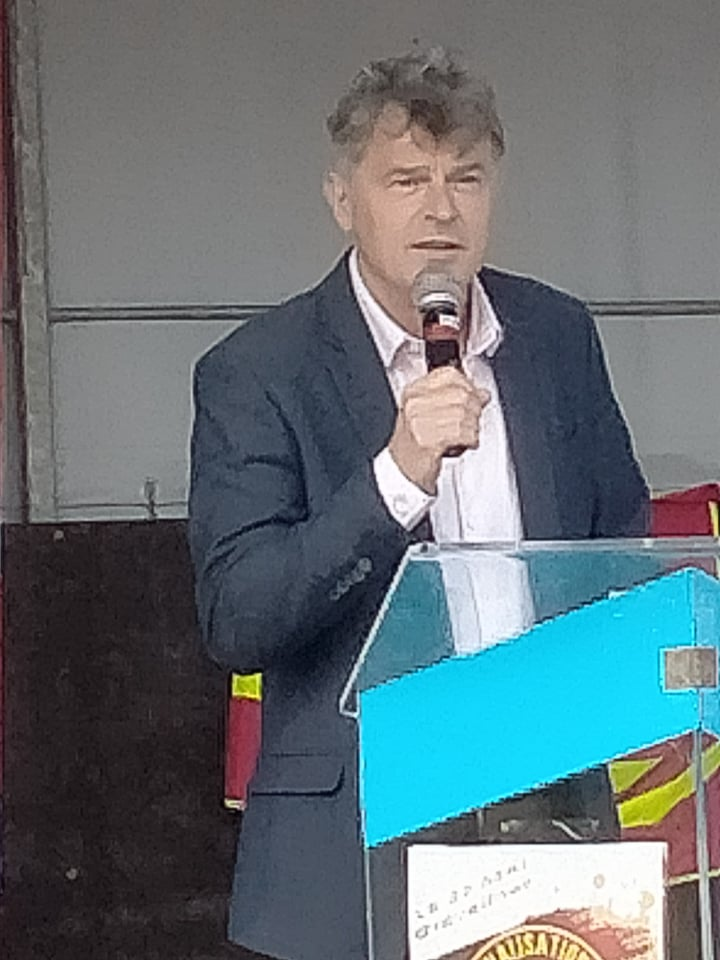
Fabien Roussel, ancien journaliste et homme politique.

- Agathe Auproux (promotion 2016 de Paris), journaliste et chroniqueuse TV sur Canal+ Sport et C8 jusqu'en 2020[36].
- Yann Barthès, (promotion 2010 de Paris), journaliste et animateur TV sur Canal+ puis sur TMC[37].
- Cédric Beaudou (promotion 1999), journaliste sportif sur France 2.
- Clément Cotentin (d), réalisateur et journaliste pour Canal+ et frère du rappeur français Orelsan.
- Eliot Deval, journaliste pour Canal+ et présentateur de Ça se dispute sur CNews.
- Hakim Djelouat (promotion 2010 de Paris), journaliste et présentateur pour Eurosport, SFR Sport et Africa Radio.
- Marie Drucker, journaliste et présentatrice sur France 2.
- Christine Goguet (promotion 1990), journaliste et écrivaine[38].
- Marie Gruel, journaliste[39].
- Gwénaële Guillerm, professeure documentaliste[40].
- Hervé Heyraud (d) (promotion 1994), journaliste, fondateur et directeur du « Petit Journal »[41],[42].
- Annick Lepetit, femme politique française et conseillère de Paris.
- Alice Mahlberg, ancienne journaliste pour Paris Match et Canal+.
- Ségolène Malterre, journaliste et présentatrice France 24.
- Malika Ménard (promotion 2013 de Paris), Miss France 2010, animatrice TV et journaliste[43],[44].
- Emmanuel Michel, journaliste reporter d'images pour M6[45].
- Jean-Baptiste Nicolle (promotion 2006), journaliste RTL.
- François Paradis, homme politique québécois président de l'Assemblée nationale du Québec.
- Céclie Pivot, romancière française.
- Fabien Roussel, homme politique et secrétaire national du PCF[46].
- Virginie Sainsily, journaliste et présentatrice sur BFM TV puis pour Canal+.
- Laury Thilleman (promotion 2017 de Paris), Miss France 2011 et animatrice TV[47].
- Bruce Toussaint (promotion 1991 de Montpellier), journaliste et animateur TV sur BFM TV[48].